# 四川黄耆
四川黄耆（学名：Astragalus sutchuenensis）为豆科黄芪属的植物，为中国的特有植物。分布在中国大陆的甘肃、四川等地，生长于海拔2,000米至3,200米的地区，多生长于山坡或林下，目前尚未由人工引种栽培。